# Великий Букрин
Вели́кий Букри́н (укр. Великий Букрин) — село, входит в Мироновский район Киевской области Украины.
Население по переписи 2001 года составляло 102 человека. Почтовый индекс — 08810. Телефонный код — 4574. Занимает площадь 11,35 км². Код КОАТУУ — 3222984002.

## Местный совет
08810, Київська обл., Миронівський р-н, с.Малий Букрин, вул.Ватутіна,39

## История
В Великую Отечественную войну, осенью 1943 года, велись бои за освобождение села — Букринский плацдарм.